# Symphonie no 2 de Schubert
Pour les articles homonymes, voir Symphonie no 2.
La seconde symphonie en si bémol majeur D. 125 est une œuvre de Franz Schubert, composée à l'âge de 17 ans, entre décembre 1814 et mars 1815, un an après sa première symphonie.
Cette seconde symphonie est d'un caractère léger. Cependant, son troisième mouvement est un menuet en mineur alors que la tonalité de l'œuvre est en majeur. Cette caractéristique, inhabituelle, ne se retrouve que dans la septième symphonie de Ludwig van Beethoven, et laisse transparaître une certaine inquiétude, absente de sa symphonie précédente. Malgré cette page d'ombre, il s'agit de la symphonie la plus joyeuse du compositeur de par la joie irrésistible de ses mouvements extrêmes.
La symphonie en si bémol majeur n'a été créée que près de 50 ans après la mort du compositeur.

## Structure
L'œuvre comprend quatre mouvements et son exécution dure environ une demi-heure.
- Largo – Allegro vivace (à 4/4 puis 2/2, en si bémol majeur)
- Andante (à 4/4, en mi bémol majeur)
- Menuetto : Allegro vivace (à 3/4, en ut mineur - trio en mi bémol majeur)
- Presto vivace (à 2/4, en si bémol majeur)

## Orchestration
| Instrumentation de la seconde symphonie                              |
| Cordes                                                               |
| premiers violons, seconds violons, altos, violoncelles, contrebasses |
| Bois                                                                 |
| 2 flûtes, 2 hautbois, 2 clarinettes, 2 bassons                       |
| Cuivres                                                              |
| 2 cors, 2 trompettes                                                 |
| Percussions                                                          |
| timbales                                                             |

## Analyse

### Premier mouvement. Largo – Allegro vivace
Le premier mouvement (si bémol majeur) est une forme-sonate trithématique, type de forme-sonate peu usité pourtant des compositeurs.
La symphonie s'ouvre Largo par une courte mais imposante introduction lente (13 mesures, 4/4) où les vents jouent un rythme martial très marqué, à chaque fois, suivi d'une arabesque des cordes, comme une sorte d'ouverture à la française. Une transition de cordes mène à un jeu de réponses entre un trille de flûte et une figure mélodique de onze notes aux cordes. Pendant ce temps, les bois continuent le rythme martial. La musique semble alors s'immobiliser... Cette introduction semble n'avoir aucun rapport avec ce qui va suivre mais on peut observer que le trille de la flûte reviendra lorsque le tutti reprendra le premier thème, dans l'exposition et la réexposition.
Soudain, jaillit l'Allegro vivace (2/2) : le thème principal, aux violons, est d'une fougue juvénile irrépressible, accentuée par sa permanente accentuation du temps faible. Il irrigue tout ce mouvement en lui donnant un élan moteur que rien ne semble arrêter. La joie monte d'un cran quand le tutti reprend le thème. Une transition sur ce même thème amène au second thème (à la dominante), joué par les clarinettes, bassons et violons. Il est en notes régulières, plus calme, plus mélodique, mais son accompagnement, par batteries de cordes ou de pulsations de cors, est dérivé du thème initial. Donc l'accompagnement, assez turbulent, maintient une certaine énergie. Quelques arabesques plus tard, un crescendo mène au troisième groupe thématique (à la tonique) d'une énergie éclatante, menée par la folle cascade des violons et des accords fortement scandés des vents. Ce troisième groupe thématique est assez long (54 mesures) mais finit par laisser sa place au retour du premier thème un peu modifié mais toujours débordant d'enthousiasme, menant tout l'orchestre dans un climax de joie presque délirante. Quelques accords lourdement scandés aboutissent à une demi-cadence.
Après la reprise, le développement commence. Il est très bref, et se résume à des citations du second thème accompagné discrètement par le bouillonnement des cordes sur le thème principal. Il est cependant peu à peu rattrapé par le thème principal, décidément omniprésent, qui l'interrompt à plusieurs reprises. Une calme descente diatonique aboutit à la réexposition.
La réexposition est semblable à l'exposition avec les modifications traditionnelles d'orchestration et de tonalité. Cependant, le jeune Schubert a l'audace de faire jouer le premier thème non pas à la tonique comme c'est le cas traditionnellement mais à la sous-dominante, ce qui lui donne une couleur particulière. Une brève coda avec accords répétés des vents sur une descente puis une joyeuse montée des cordes mène à quelques accords assénés et à la cadence parfaite concluant ce mouvement d'une gaieté totale rarement vue chez Schubert.
Avec la reprise, ce mouvement dure approximativement 14 minutes, c'est un des plus longs mouvements symphoniques composés par le compositeur.

### Deuxième mouvement. Andante
L'Andante (mi bémol majeur, 4/4) de cette symphonie est le seul mouvement symphonique de Schubert qui soit dans une forme thème et variations :
Chaque variation (ainsi que l'énoncé du thème) est jouée avec des reprises. Bien que le traitement du thème soit assez simple et peu élaboré par rapport à ce qu'il arrivera à faire par la suite, c'est un mouvement d'une grande poésie. Les variations sont surtout d'ordre orchestral, la mélodie variant très peu.
Le thème est joué intégralement par les violons : c'est une douce mélodie majeure qui semble de temps en temps tourner sur elle-même, cet effet de repos après l'énergie débordante du mouvement précédent donne un heureux contraste. Elle est bien carrée et est d'un classicisme rêveur.
La première variation est jouée par le hautbois de temps en temps relayé par la flûte.
La deuxième variation est jouée par les violoncelles sur des petits battements des autres cordes. Un mini-contrechant de bois accompagne ce passage. La flûte relaie de temps en temps les violoncelles.
La troisième variation est un monnayage aux violons qui jouent des doubles croches continues.
Brusquement, la quatrième variation fait passer la musique en mode mineur : jouée forte alors que tout le reste de l'œuvre baigne dans la nuance piano, elle produit un effet saisissant. Animée, inquiétante, passionnée, elle est jouée encore en monnayage par les cordes sous les accords scandés des basses (temps 1 et 2) et des bois (temps 3 et 4). Puis les cordes accentuent ensuite les trois premiers temps de chaque mesure avant la reprise de la première partie de la variation.
La cinquième variation revient en mode majeur et piano ; c'est une modification de la première variation qui subit des changements d'orchestration ; le thème est superposé à un dérivé de la troisième variation (avec le monnayage des cordes).
Une brève coda calme aux bois, de plus en plus éthérée, conclut ce mouvement.
L'exécution de ce mouvement dure un peu moins de 9 minutes environ.

### Troisième mouvement. Menuetto: Allegro vivace - Trio
Le troisième mouvement (3/4, ut mineur - mi bémol majeur) de la symphonie est particulièrement original. Comme tous les menuets symphoniques de Schubert, il s'agit en fait d'un scherzo (ses menuets étant trop rapides et trop vigoureux pour être battus à trois temps). Mais Schubert fait une innovation audacieuse en composant un "menuet" en mode mineur dans une symphonie majeure, et encore il ne s'agit même pas du ton relatif de la symphonie (qui est sol mineur) mais le relatif de la sous-dominante (tonalité du mouvement précédent) : ut mineur. Bien que Beethoven, dans sa septième symphonie, avait déjà composé un scherzo dans un ton éloigné de sa symphonie, Schubert est le premier à écrire un scherzo dans le mode opposé de sa symphonie. Il rééditera cette idée en l'inversant dans sa quatrième symphonie « Tragique » (menuet en sol majeur dans une symphonie en mi mineur).
Ce "menuet" (ut mineur) bien que très bref, est très tendu et martelé. Il est tout en accords furieux de l'orchestre et donne un effet de persistance acharnée. Les gammes mineures des cordes ne s'arrêtent jamais, donnant l'impression d'une course échevelée qui s'interrompt brusquement.
Le trio est plus calme et est dans le relatif majeur, un répit par son innocent chant de hautbois (rejoint ensuite par la flûte) dont la mélodie ressemble au thème principal du mouvement lent.
Le menuet est ensuite intégralement repris Da capo.
Ce mouvement dure environ 3 minutes, c'est le plus court des mouvements symphoniques de Schubert.

### Quatrième mouvement. Finale: Presto vivace
Le finale de la symphonie (2/4, si bémol majeur) suit la forme-sonate ; encore une fois, elle est trithématique.
C'est une course effrénée qui repose uniquement sur le rythme du dactyle (une longue-deux brèves). Il ne quitte quasiment jamais l'orchestre. La quasi-omniprésence de ce rythme donne au mouvement un caractère de chevauchée enlevée et gaie (comparable aux dactyles inarrêtables de la dernière partie de l'ouverture de Guillaume Tell par exemple).
Après un « rideau » de quatre mesures, le thème principal apparaît piano aux violons, bondissant, plein de bonne humeur, presque joliment enfantin. Le thème est également construit autour de la cellule dactylique qui lui sert d'accompagnement perpétuel. La fougue de ce thème éclate au grand jour quand il est repris forte par l'orchestre au complet. Le petit contrechant chromatique aux bassons, violoncelles et contrebasses dynamise encore plus l'ensemble, jusqu'aux six mi bémol consécutifs assénés à l'unisson par tout le tutti. On remarquera que l'arrêt est sur la sous-dominante et non sur la dominante.
Sur une batterie des cordes, apparaît aux violons le second thème (la clarinette rejoint les violons plus tard). Il est plus gracieux et d'une souriante légèreté et est parfois délicieusement souligné par des fugitives interventions du hautbois et du basson (à l'octave). Ici, le dactyle semble s'être s'estompé pour ne pas troubler la légèreté de ce thème mais il est cependant contenu dans ce thème et donc ne disparaît pas pour autant. D'une brève transition de huit mesures, en trémolos graves de cordes, surgit le troisième thème, qui comporte des traces du premier. Les impétueux dactyles reviennent et non seulement pour l'accompagnement mais aussi pour prendre toute la place du thème, intégralement composé sur cette figure rythmique ! Ce troisième thème hésite entre majeur et mineur mais est d'un panache rythmique puissant. Huit dactyles transitoires plus tard, le premier thème revient, inchangé, mais la reprise par le tutti est encore plus joyeuse que la précédente, grâce à la modulation en fa majeur puis soudaine, en ré bémol majeur. Le tutti s'arrête brutalement sur un dissonant accord de ré bémol avec sixte ajoutée provoquant un effet saisissant. Le premier thème repart mais s'arrête encore sur la dissonance. La troisième fois, le thème arrive enfin à la brève codetta de cinq accords frappés avec force.
Après la reprise (précédée de trois mesures de pause), le développement s'enchaîne sans transition. Il est dérivé des premiers et troisième thèmes puisque le galop des dactyles est présent à chaque mesure. Les cordes graves, rejoints ensuite par les altos et enfin les violons, jouent forte le rythme pur du dactyle sans mélodie, donnant un effet sonore "compact" et sourd. Les dactyles repassent subitement en nuance piano sous les longues tenues des bois et un nouveau crescendo emporte cordes et bassons dans un épisode anxiogène : les dactyles superposés des différents instruments produisent des accords mineurs ou dissonants. Puis, guerrièrement, flûtes, hautbois, cors, trompettes et timbales martèlent la figure rythmique à toute force tandis que toutes les cordes à l'unisson lancent un bref contrechant oppressant. Cet épisode étonnant s'interrompt soudainement pour laisser place à la transition où les bois isolés rejouent le contrechant sous le battement (dactylique) des cordes, le « rideau » de quatre mesures réapparaît, sonnant le départ de la réexposition.
La réexposition ne nécessite pas de commentaires particuliers à part les changements de tonalité et d'orchestration classiques mais le premier thème, la première fois, subit une progression harmonique permanente, donnant une sensation de joie de plus en plus vive, dominée par la grisante répétition continuelle d'un motif de six notes (avec les trois dernières notes répétées) issu du premier thème. Quelques accords assénés puis viennent les deux autres thèmes, le retour du premier thème, etc. sans changement d'importance.
La brève coda se soude à la dernière itération du premier thème en en modifiant la fin qui alterne accords scandés et bribes du thème principal, jusqu'à la dernière mesure pour donner une fin éclatante à la symphonie.
Ce mouvement, avec la reprise, dure environ 8 minutes.

## Influence de la septième symphonie de Beethoven
La deuxième symphonie de Schubert semble subir des influences de la symphonie en la majeur de Beethoven. En effet, cette symphonie est marquée avant tout par son infatigable impetus rythmique. Cette célébration du rythme, dominant la mélodie, se retrouve dans la composition du jeune Schubert qui exploite au maximum toutes les ressources rythmiques de la musique pour lui donner une vigueur rarement revue dans les décennies suivantes. Le mouvement lent, dans les deux cas, est le seul moment de répit où la mélodie peut s'exprimer (davantage flagrant dans le cas de Schubert). Le premier mouvement de la septième symphonie de Beethoven et le finale de la deuxième symphonie de Schubert sont toutes deux construites sur un unique rythme omniprésent (sicilienne chez Beethoven, dactyle chez Schubert) sans qu'une quelconque lassitude se fasse sentir. L'audace de Schubert de composer un "menuet" sur un mode différent de la symphonie est à rapprocher de celle de Beethoven qui dans son scherzo adopte une tonalité éloignée (mais sur le même mode).
Cette primauté du rythme se retrouvera également lors de la composition de la Grande symphonie en ut majeur, œuvre à la gloire du rythme.